# Disney-ABC Domestic Television
Disney-ABC Domestic Television est une filiale de la Walt Disney Company pour la syndication des émissions de télévision produite par les différentes filiales de Disney. Elle a été créée en 1985 sous la coupe de Buena Vista Distribution sous le nom Buena Vista Television (BVTV). Depuis 2004 elle est rattachée au Disney-ABC Television Group.
Elle assure la distribution des émissions auto-produites, des productions (émissions et téléfilms) d'ABC depuis la création de la chaîne. Elle assure aussi la diffusion des films de Walt Disney Pictures, Caravan Pictures, Touchstone Pictures, Hollywood Pictures, Miramax Films et Dimension Films. Mais elle ne gère pas les productions de Walt Disney Television ou d'ESPN. 
Sa filiale Disney-ABC International Television (ex Buena Vista International Television) gère des contrats de diffusion des programmes des différentes filiales de Disney sur 1300 chaînes de 240 pays.

## Historique

Ancien logo

Buena Vista Television a été créée en 1985 sous la coupe de Buena Vista Distribution. 
Elle a été rattachée en 1996 à ABC mais diffuse des émissions sous son propre nom au Canada. Buena Vista Television est devenu le second (puis en 1999 le seul) organe de syndication d'ABC. Le premier était WorldVision tandis que les films était produit par ABC Circle Films.
Le 8 juillet 1999, avec la création du ABC Entertainment Television Group, Disney regroupe le Walt Disney Television Studio, les Buena Vista Television Productions et la ABCs Prime Time Division sous la même direction.
En 2004 elle est rattachée au Disney-ABC Television Group.
Le 28 mai 2007, cette filiale a été renommée Disney-ABC Domestic Television .
Le 30 septembre 2013, Magyar Telekom signe un contrat de VOD avec Disney pour diffuser des épisodes de Revenge et Once Upon a Time en exclusivité 72 heures après leur sortie américaine.

## Séries produites
- C-16: FBI
- Gargoyles
- Mike Land
- The Tony Danza Show
- La Garde du Roi lion
- Ebert & Roeper
- Who Wants to Be a Millionnaire
- Unsolved Mysteries
- Live with Regis and Kelly produit par la chaîne WABC-TV mais dont les droits appartient à BVTV
- The Golden Girls
- Home Improvement
- Boy Meets World
- Legend of the Seeker : L'Épée de vérité